# 아이세 로메이
아이세 로메이(Ayse Romey, 1970년 8월 26일 ~ )는 미국의 배우, 영화배우이다. 페어팩스에서 태어났다.
그녀와 그녀의 어머니 버셀(Birsel)은 맥심 빌러(Maxim Biller)의 소설 "Esra"의 판매를 금지하는 임시 명령을 받았는데, 이는 나중에 독일 연방 법원에서 확인되었다. 왜냐하면 그들은 책 속 인물에 자신이 반영된 것을 보았다고 주장했기 때문이다. 이 판결은 예술의 자유에 대한 독일 대중의 항의를 불러일으켰다(2007).

## 영화
- 더 블루 익사일 (1993년)